# 7457 Veselov
7457 Veselov là một tiểu hành tinh vành đai chính với chu kỳ quỹ đạo là 1655.6793181 ngày (4.53 năm).
Nó được phát hiện ngày 16 tháng 9 năm 1982.